# Inge Hasselsteen
Inge Hasselsteen (* um 1931, verheiratete Inge Christensen) ist eine dänische Badmintonspielerin. 

## Karriere
Inge Hasselsteen wurde 1950 nationale dänische Juniorenmeisterin im Dameneinzel. Von 1953 bis 1961 siegte sie neunmal in Folge bei den Sjællandsmesterskaber. Weitere Titelgewinne folgten dort 1964, 1965, 1967 und 1968. Im Uber Cup 1960 wurde sie Vizeweltmeisterin mit dem dänischen Damenteam. 1960 siegte sie auch bei den Scottish Open im Einzel und im Doppel.